# Граф Маришаль
Граф Маришаль (англ. Earl Marischal) — аристократический титул в системе Пэрства Шотландии, созданный в 1458 году для Уильяма Кейта, великого маришаля Шотландии.

## История

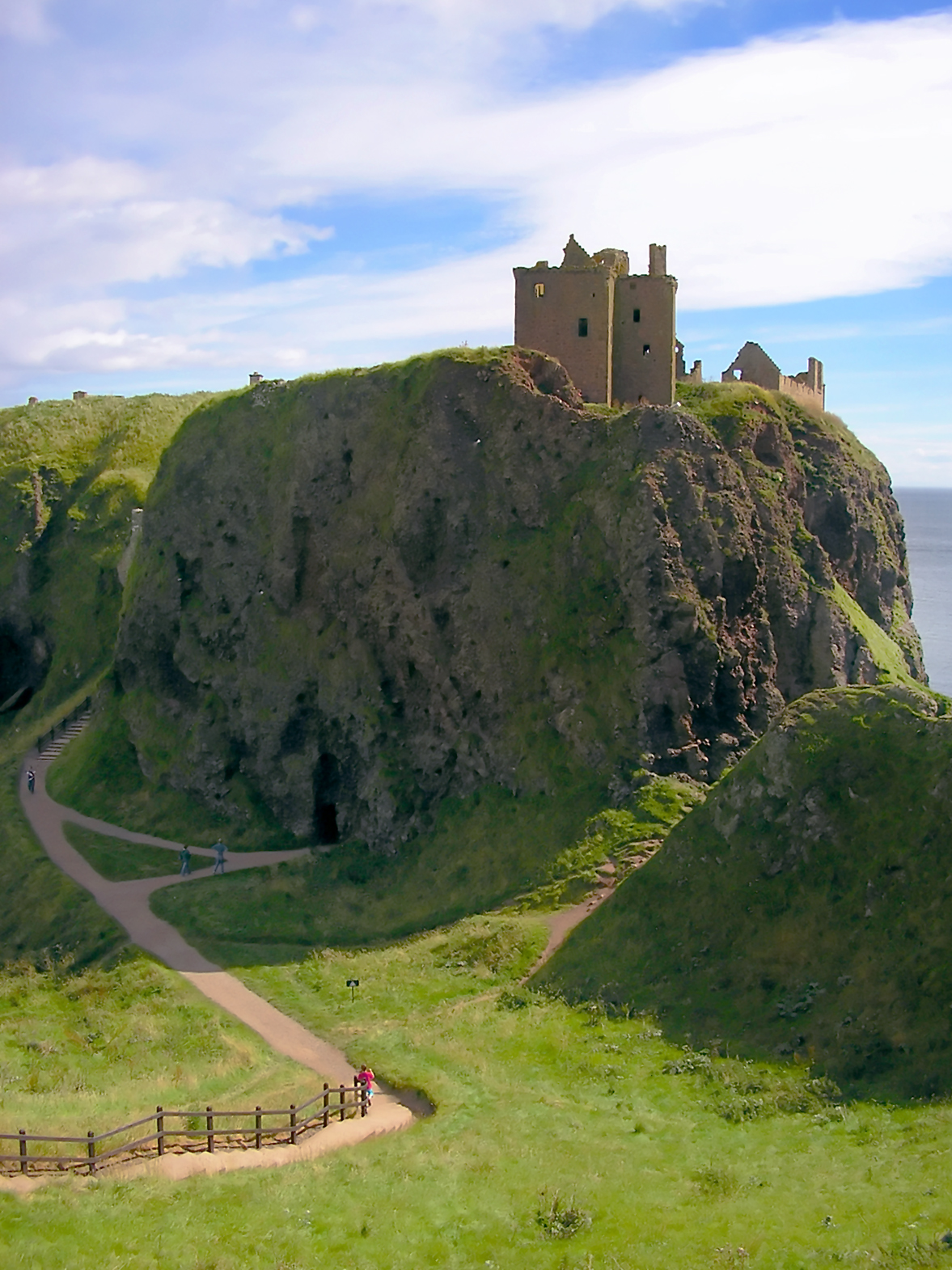
Замок Данноттар, резиденция графов Маришаль

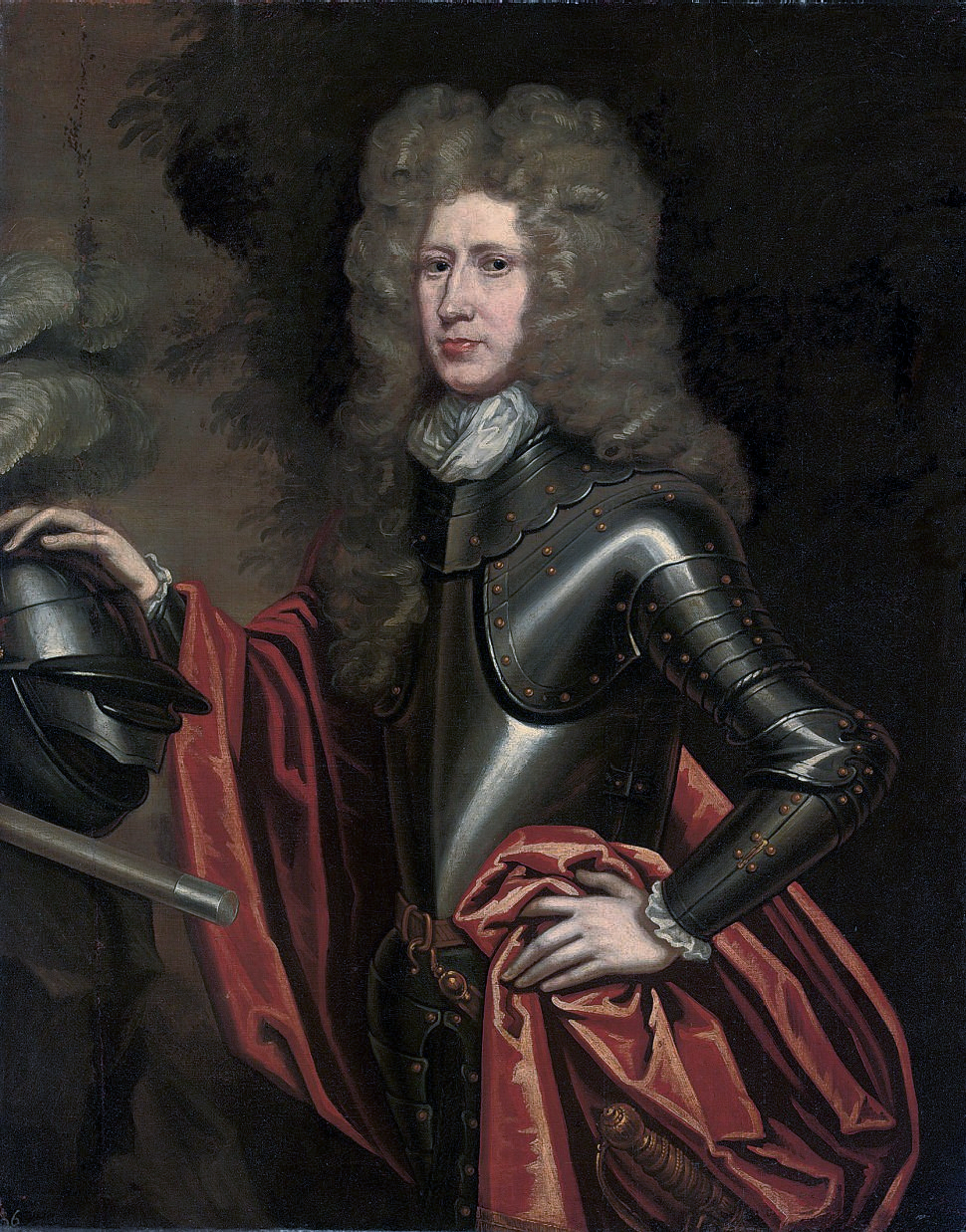
Уильям Кейт, 9-й граф Маришаль (ок. 1664—1712)

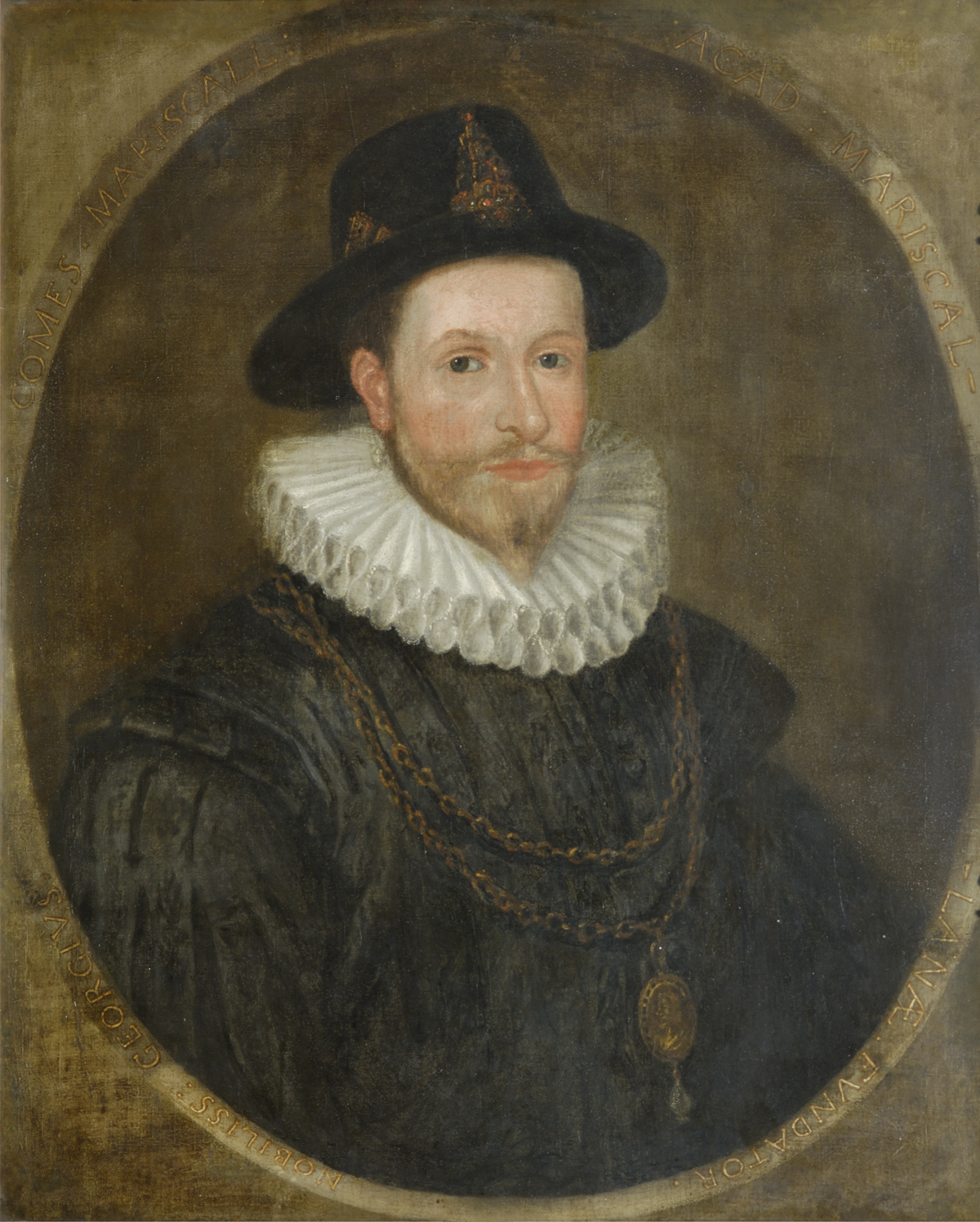
Джордж Кейт, 5-й граф Маришаль (ок. 1553—1623)

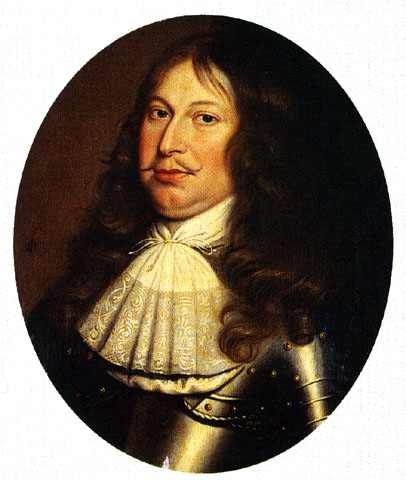
Уильям Кейт, 7-й граф Маришаль (1614—1671)

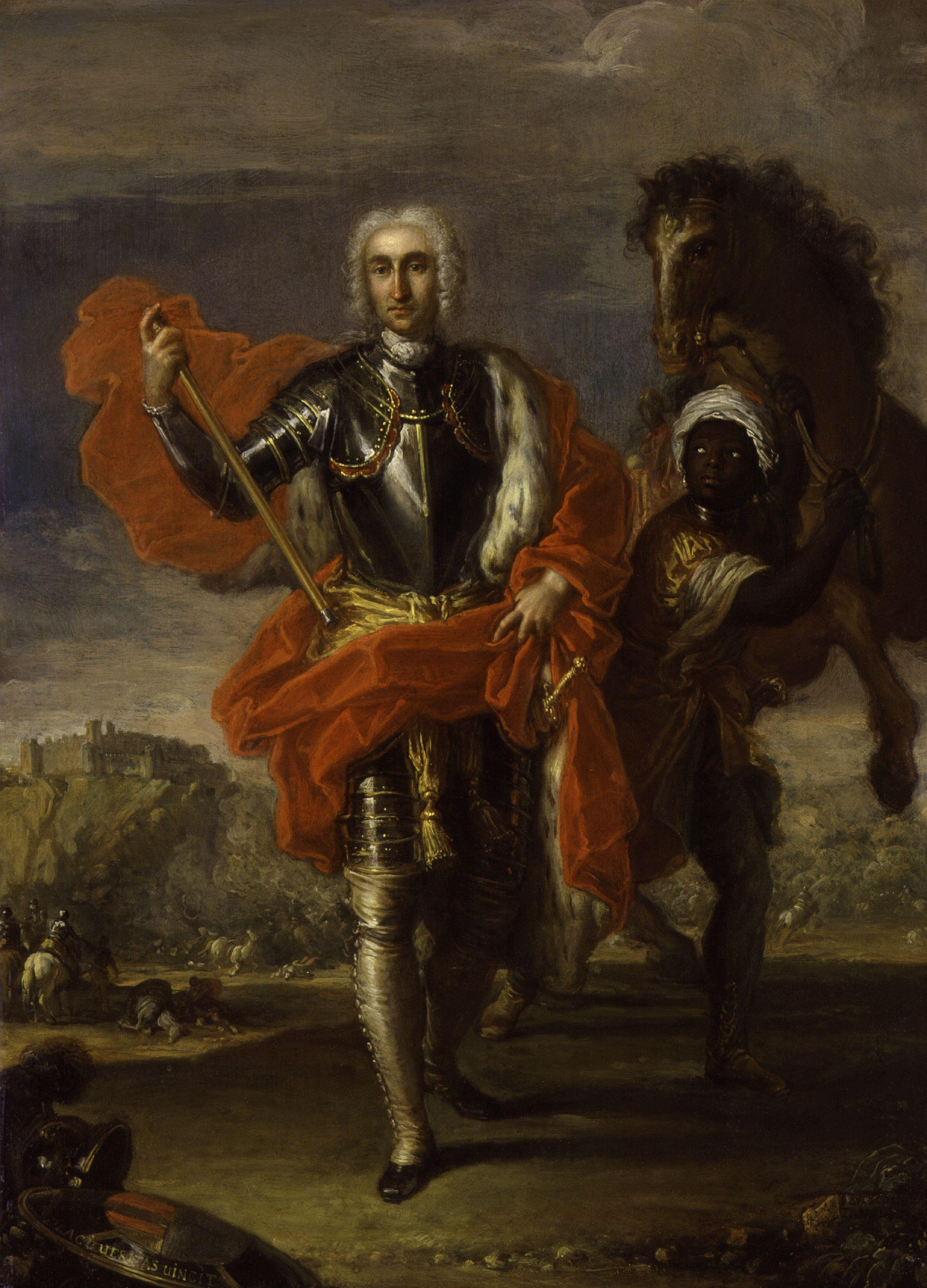
Джордж Кейт, 10-й граф Маришаль, 1733 год

Должность «маришаля Шотландии» была наследственной в старшей линии клана Кейт, поскольку Херви де Кейт (ум. ок. 1185), носил звание маришаля при королях Малькольме IV и Вильгельме I. Потомок Херви, сэр Роберт де Кейт (ум. 1332), был подтвержден в должности великого маришаля Шотландии королем Робертом I Брюсом около 1324 года.
Потомок Роберта де Кейта, Уильям Кейт (ум. 1463), стал пэром Шотландии, получив в 1458 году от короля Якова II Стюарта титул графа Маришаля. В 1715 году, когда Джордж Кейт, 10-й граф Маришаль, присоединился к Якобитскому восстанию, английское правительство конфисковало его титулы и владения.
Графы Маришали должны были хранить королевские регалии Шотландии и защищать персону короля при посещении парламента. Во время Войны Трех королевства Уильям Кейт, 7-й граф Маришаль (1614—1671), укрыл шотландские королевские регалии в замке Данноттар.
Титул графа Маришаля был конфискован в 1715 году из-за участия 10-го графа Маришаля в Якобитском восстании.

## Маришали и великие маришали Шотландии
- Херви де Кейт (ум. около 1196), англо-нормандский дворянин. Получил баронство Кейт в Восточном Лотиане.
- Филипп де Кейт (ум. ок. 1225), старший сын Малькольма де Кейта, внук предыдущего
- Дэвид де Кейт, младший брат предыдущего
- Херви де Кейт (ум. ок. 1250),
- Ричард де Кейт
- Дэвид де Кейт (около 1269)
- Джон де Кейт (ум. ок. 1270)
- Уильям де Кейт (ум. ок. 1293)
- Роберт де Кейт (ум. 1332), старший сын предыдущего
- Роберт де Кейт (ум. 17 октября 1346), младший брат предыдущего. Погиб в битве с англичанами при Невиллс-Кроссе
- Сэр Эдвард де Кейт (ум. ок. 1351), старший сын предыдущего
- Сэр Уильям де Кейт (ум. ок. 1352), младший брат предыдущего
- Сэр Уильям де Кейт (ум. ок. 1410), сын предыдущего
- Роберт де Кейт (ум. ок. 1430), сын предыдущего.

## Графы Маришаль (креация 1458 года)
- Уильям Кейт, 1-й граф Маришаль (ум. 1463), второй сын сэра Уильяма Кейта (ум. 1444)
- Уильям Кейт, 2-й граф Маришаль (ум. 1483)
- Уильям Кейт, 3-й граф Маришаль (ум. 1530), сын Роберта Кейта, мастера Кейта (ум. 1524/1525), внук предыдущего
- Уильям Кейт, 4-й граф Маришаль (ум. 7 октября 1581), старший сын предыдущего
- Джордж Кейт, 5-й граф Маришаль (ок. 1553 — 2 апреля 1623), старший сын достопочтенного Уильма Кейта, мастера Кейта (ум. 1580), внук предыдущего
- Уильям Кейт, 6-й граф Маришаль (ок. 1585 — 28 октября 1635), старший сын предыдущего
- Уильям Кейт, 7-й граф Маришаль (1614 — март 1671), старший сын предыдущего
- Джордж Кейт, 8-й граф Маришаль (ум. март 1694), младший брат предыдущего, второй сын 6-го графа Маришаля
- Уильям Кейт, 9-й граф Маришаль (ок. 1664 — 27 мая 1712), единственный сын предыдущего
- Джордж Кейт, 10-й граф Маришаль (4 июня 1693 — 14 октября 1778), старший сын предыдущего. Лишен титула и владений в 1715 году.

Некоторые источники используют различную нумерацию, так что последним графом был 9-й граф Маришаль, а не 10-й.